# María Esperanza Barrios
María Esperanza Barrios   (San Carlos, 18 de desembre de 1892 - 2 d'octubre de 1931) va ser una escriptora i periodista afrouruguaiana.

## Biografia
Nascuda a San Carlos, María Esperanza va oficiar de corresponsal del seu germà Pilar Barrios des d'aquesta ciutat, per a la publicació La Verdad (1911-1914).
Va participar al costat de Pilar i el seu altre germà, el periodista Ventura Barrios, de la fundació de la primera època de la revista Nuestra Raza. Aquesta revista es va publicar en San Carlos entre març i desembre de 1917, i va arribar a comptar amb 250 subscriptors. Una segona època d'aquesta revista va ser publicada a Montevideo, ja sense Esperanza Barrios, entre 1933 i 1948.
Com a escriptora i poeta, Carlos Rodríguez Pintos va dir sobre ella: «Era Maria Esperanza d'un temperament artístic poc comú; des de molt jove va ser una entusiasta cultora de la declamació, on va conquistar grans aplaudiments, sense que aquests arribessin a envanecer-la, perquè ella estimava l'art per l'art mateix». Segons Caroll Mills Young, el paper de Barrios com «(...) corresponsal de La Verdad (1911-1914) i contribuent de Nuestra Raza (1917-1933) va començar a definir el feminisme negre en la seva lluita per l'equitat racial, de gènere i social».
La revista Nuestra Raza va rememorar tots els anys la data de la seva mort.